# Ahorn-Gallmilbe

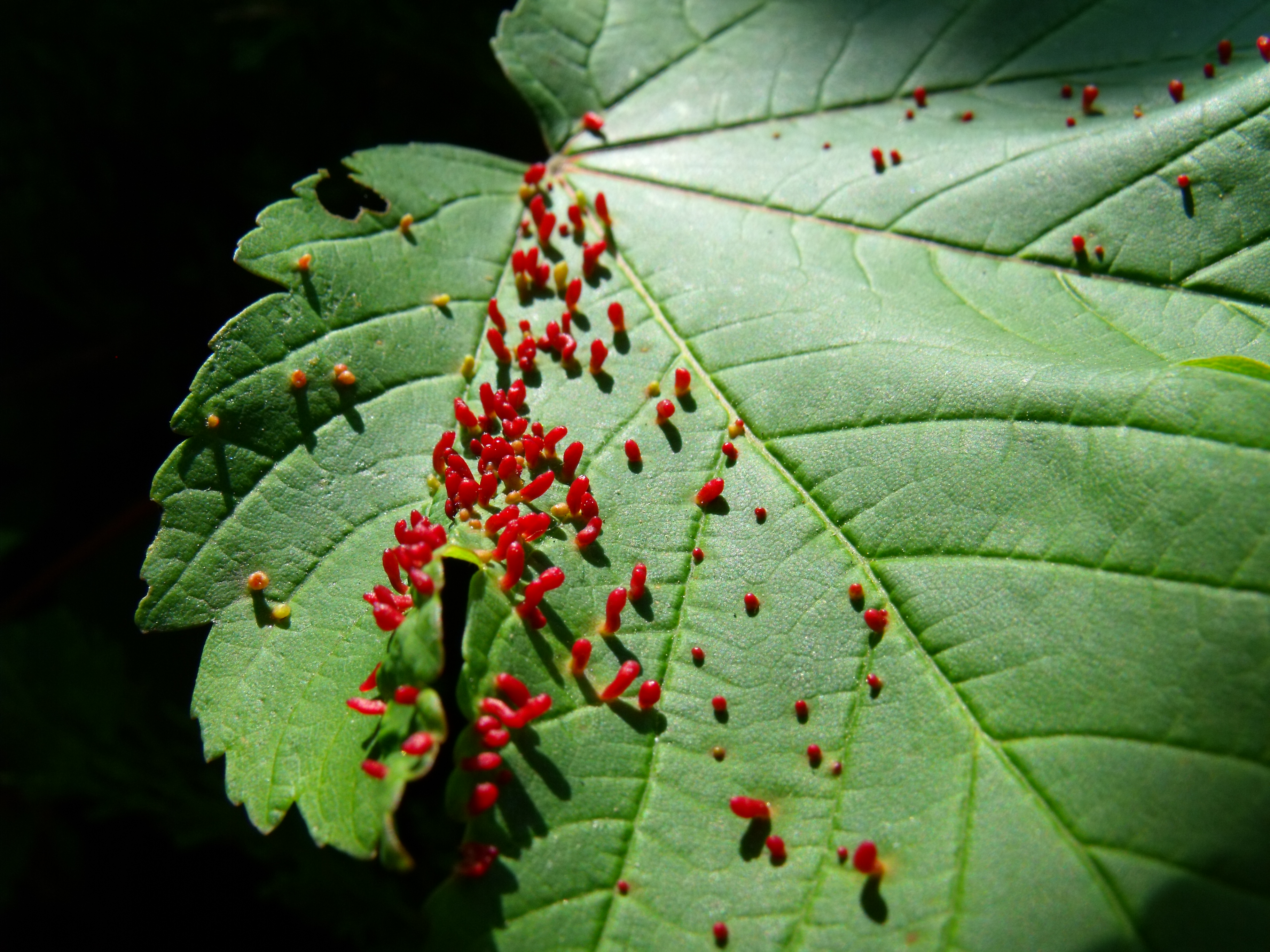
Gallen in Nahaufnahme

Die Ahorn-Gallmilbe (Aceria macrorhynchus), auch Hörnchengallmilbe genannt, ist eine Milbenart aus der Familie der Gallmilben (Eriophyidae).

## Merkmale
Die Pflanzengallen lassen sich als rote Pusteln auf der Blattoberseite erkennen, die unterseits einen Haarbesatz aufweisen und 2–6 mm lang werden und oft leicht zugespitzt sind. In diesen leben die winzigen Milben, die nur etwa 0,1–0,2 mm lang werden. Zu Beginn der Gallentwicklung sind diese noch grünlich gefärbt.

## Ähnliche Arten
Schwer unterscheidbare Arten sind:
- Aceria cephalonea
- Aceria myriadeum

Alle drei Arten besiedeln Feldahorn (Acer campestre) und Bergahorn (Acer pseudoplatanus), mit unterschiedlichen Präferenzen für eine dieser Ahornarten.

## Verbreitung und Lebensraum
Die Art ist in Mitteleuropa verbreitet. Dabei besiedelt sie Großbritannien, den Osten Frankreichs, Deutschland, die Schweiz, Österreich, den Norden Italiens, den Süden Schwedens bis nach Dänemark, Polen und Tschechien. Eventuell ist sie auch in weiteren angrenzenden Ländern verbreitet.
Da die Art an Ahorne gebunden ist, findet sie sich entsprechend in Habitaten mit Ahorn-Vorkommen. Am häufigsten wird Bergahorn, seltener Feldahorn, Spitzahorn und andere Ahorn-Arten befallen. Dabei gibt es Studien, die darauf hindeuten, dass männliche Bäume mancher Arten bevorzugt befallen werden.

## Lebensweise
Die Milben greifen in den Hormonhaushalt der Pflanze ein und verursachen eine vermehrte Produktion von Auxinen. Diese Pflanzenhormone bewirken ein lokales Streckungswachstum einiger Zellbereiche der Blattoberfläche. Es entsteht eine Tasche, die sich aus der Blattoberseite herauswölbt. Die Milben entwickeln sich in dem darunterliegenden Hohlraum. Da alle Nachkommen durch Anstechen und Saugen Gallen erzeugen, nimmt die Gallenhäufigkeit während des Sommers zu. Weibchen überwintern unter der Rinde der Bäume.

## Taxonomie
Die Art wird manchmal als Aceria macrorhyncha bezeichnet. Dies wäre das grammatikalisch korrekte Epitheton, dennoch ist der offizielle Name Aceria macrorhynchus. Das Basionym der Art lautet Phytoptus macrorhynchus.